# Styletoentomon styletum
Styletoentomon styletum är en urinsektsart som beskrevs av Copeland 1978. Styletoentomon styletum ingår i släktet Styletoentomon och familjen trakétrevfotingar. Inga underarter finns listade i Catalogue of Life.